# 普雷布爾冰川
84°16′S 164°30′E / 84.267°S 164.500°E
普雷布爾冰川是南極洲的冰川，位於沙克爾頓海岸，全長17公里，流經亞歷山德拉皇后山脈的柯克帕特里克山，由新西蘭探險隊命名。